# J. Hervey Germain
J. Hervey Germain (* 5. Juni 1888; † 19. Januar 1961) war ein kanadischer Schauspieler und Humorist.
Germain war Mitglied der Association dramatique de Montréal und trat 1905 neben Conrad Gauthier und Hector Pellerin als Valrennes in Joseph Cadieux’ Schauspiel Frontenac auf. 1919 schloss er sich der von Henri Poitras, Jeanne Demons, Antoinette Giroux, Raoul Léry und Lise Bonheur gegründeten Schauspieltruppe Jeanne-Emons an, die am Family Theatre auftrat. Durchschlagenden Erfolg hatte er im gleichen Jahr mit Juliette Béliveau in dem Stück Les Aventures d'Aglaé, das 52 Wochen en suite am Ouimetoscope lief.
Neben seiner Tätigkeit als Vaudeville-Schauspieler nahm er zwischen 1920 und 1935 mehr als 150 Sketche (unter anderem mit Juliette Béliveau, Fannie Tremblay und Rose Rey-Duzil) auf, zudem zahlreiche Songs, viele davon von Roméo Beaudry geschriebene Adaptionen amerikanischer Hits. Zwischen 1927 und 1931 gab er die Zeitschrift Le Canada qui chante mit Hector Pellerin als Musikredakteur und Raoul Léry als Redakteur für Literatur heraus.

## Quelle
- Library and Achchives Canada - The Virtual Gramophone - J. Hervey Germain

| Personendaten    | Personendaten                         |
| ---------------- | ------------------------------------- |
| NAME             | Germain, J. Hervey                    |
| KURZBESCHREIBUNG | kanadischer Schauspieler und Humorist |
| GEBURTSDATUM     | 5. Juni 1888                          |
| STERBEDATUM      | 19. Januar 1961                       |